# Orden wider den tierischen Ernst

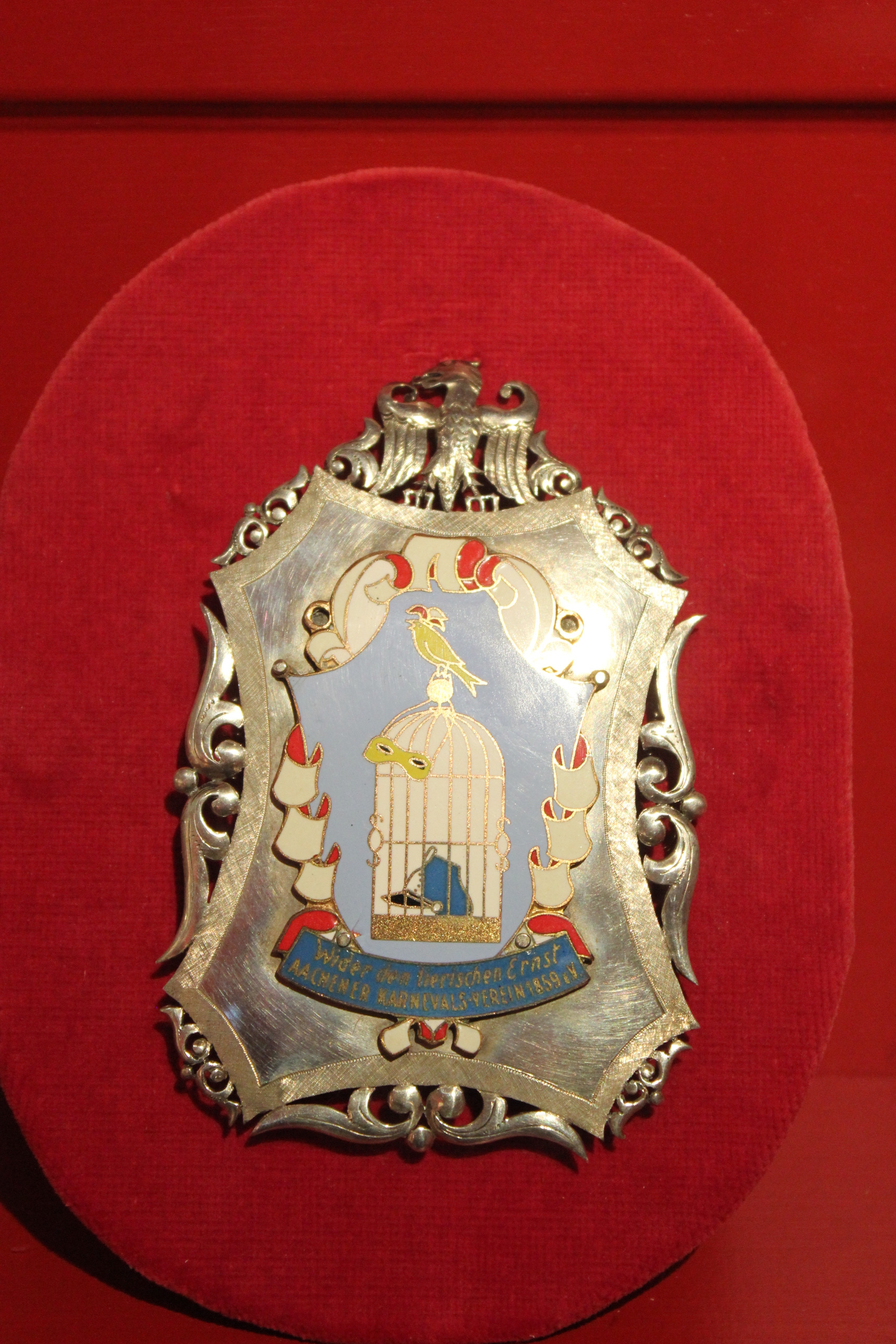
Orden wider den tierischen Ernst im Deutschen Fastnachtmuseum

Der Orden wider den tierischen Ernst ist ein jährlich gegen Ende der Karnevalszeit vom 1859 gegründeten Aachener Karnevalsverein (AKV) an Persönlichkeiten des öffentlichen Lebens vergebener Orden und Kulturpreis. Der Orden wurde von Jacques Königstein 1952 mit initiiert.

## Zielsetzung
Der Orden wider den tierischen Ernst wird an bekannte nationale und internationale Persönlichkeiten des öffentlichen Lebens verliehen, „die Individualität, Beliebtheit und Mutterwitz in sich vereinen, vor allem aber Humor und Menschlichkeit im Amt bewiesen haben.“ Die bisher Ausgezeichneten sind überwiegend Politiker, Diplomaten oder Juristen. Die Geehrten werden auf Lebenszeit Ordensritter des Ordens wider den tierischen Ernst.

## Geschichte
Der britische Militärstaatsanwalt James Arthur Dugdale, Staatsanwalt in der zum britischen Besatzungsgebiet gehörenden Stadt Aachen, ordnete Anfang Februar 1950 die vorzeitige Entlassung eines Delinquenten, der einen belgischen Besatzungssoldaten verprügelt hatte, an. Anstatt am 20. Februar 1950 wurde er am 18. Februar entlassen. Dugdales Begründung lautete: der aus sowjetischer Kriegsgefangenschaft Heimgekehrte solle die höchsten Feiertage im Rheinland nicht hinter Gittern verbringen. Helmut A. Crous, Chefredakteur und AKV-Archivar, informierte den Elferrat über dieses bedeutende Ereignis. Der Elferrat beschloss James Arthur Dugdale in Anerkennung des (…) bewiesenen Verständnisses für den Aachener Karneval (…) den diesjährigen Orden zu verleihen. Die Menschlichkeit von Dugdale wurde vom AKV im gleichen Jahr geehrt, in dem auch zum ersten Mal der Karlspreis verliehen wurde.
Im Jahre 1952 war es ein Ereignis in Mölln, das den AKV aufhorchen ließ. Die Finanzminister aller Bundesländer trafen sich. Jedoch ließ jemand ihre festlich gedeckte Tafel abräumen mit der Begründung, Schleswig-Holstein sei ein armes Land, und servierte Erbsensuppe. Königstein fand den Betreffenden heraus und Jules von Jouanne, Kieler Regierungsrat, erhielt den AKV-Orden 1952. Die Ordensidee war gegründet, von nun an wurde gezielt nach einer speziellen Persönlichkeit gefahndet, „die mit Menschlichkeit und Humor im Amt den Kampf gegen die seelenlose Bürokratie und das Wiehern des Amtsschimmels aufnahm.“
1954 wurde der erste Orden wider den tierischen Ernst aber noch als Jahresorden verliehen, eine Zeitungsüberschrift Gegen den tierischen Ernst hatte Königstein auf die Namensidee gebracht.
Im folgenden Jahr nahmen der Orden und das Rittertum ihre unverwechselbare Gestalt an. Der Graphiker Manö Paulsen entwarf den Orden und Juwelier Heinrich Jaspers übernahm die Anfertigung.
„Der blaue Emailschild zeigt einen Tschako im goldenen, mit Paragraphen bewehrten Vogelkäfig, auf dessen Spitze ein Vogel in Freiheit sein Liedchen pfeift. Als ursprünglich militärische, von Teilen der deutschen Polizei noch bis Anfang der 1970er-Jahre getragene Kopfbedeckung symbolisiert der Tschako den tierischen Ernst, der anstelle des mit einer Narrenkappe gekrönten Vogels im Paragraphenkäfig gefangen ist.“
Bei der als Fremdensitzung bezeichneten Ordensverleihung wurde im Protokollbuch 1955 erstmals vom Ritter des Ordens geschrieben. Die Verleihung entwickelte sich zu einem närrischen Ritterschlag. „Die Idee, Beispiele einer humorig-menschlichen Amtsführung auszuzeichnen und diese hintergründig-verschmitzt mit einer kabarettistisch geschliffenen Feder zu loben, entwickelte sich zum Aushängeschild des von Königstein favorisierten geistreichen Karnevals.“ Der Käfig für die Ritterrede kam 1964 hinzu. Zu dem Verleihungsritual gehört die obligatorische Laudatio des letzten Ritters.
Der designierte Ritter erhält als Ritterinsignien: den Orden Wider den tierischen Ernst,
die Rittermütze und die Ordensregelrolle in bestem Küchenlatein.
Im Jahr 1955 wurde der Orden vorübergehend in Klassen eingeteilt. Die Normalklasse des Ordens für unspektakuläre, aber originelle Ereignisse und die Sonderklasse des Ordens. Die Normalklasse wurde drei Mal verliehen. Der AKV ging dazu über, bekannte internationale Persönlichkeiten auszuzeichnen. Daraufhin hatte Ordensritter Carlo Schmid in seiner Rede 1958 gewarnt: daß wir nicht aus lauter Angst vor dem tierischen Ernst in den tierischen Humor verfallen. Zu dem 100-jährigen Bestehen des AKV wurde Konrad Adenauer 1959 zum Ritter geschlagen. Das Ansehen und die Popularität des AKV stiegen.

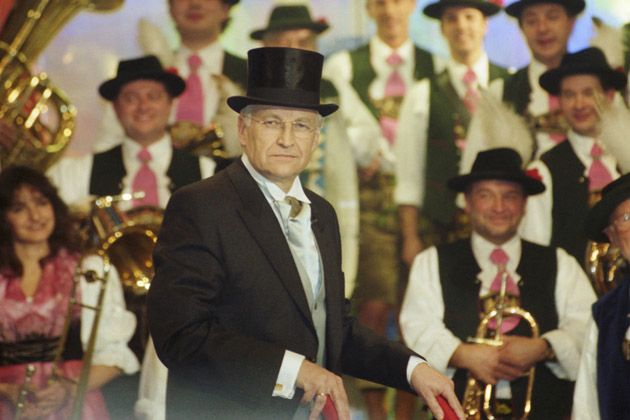
Edmund Stoiber während der Ordensverleihung 2000

Erstmals wurden Bilder der Ordensverleihung 1957 in der ARD Tagesschau gesendet und 1960 eine 45-minütige Live-Übertragung der Ordensverleihung ausgestrahlt. Folglich wurde der Ritterblock zum närrischen Staatsakt. Die Fernsehübertragungen brachten dem AKV sowohl mit dem Fernsehhonorar einen finanziellen Aufschwung als auch den Erfolgsdruck, einen das Publikum begeisternden Ordensritter und entertainerfähigen Sitzungspräsidenten zu präsentieren. Die Sendung wurde im Deutschen Fernsehen bis 1982 mit einer Ausnahme (1971) live übertragen. Von 1983 an wurde der Sendeplatz auf das dritte Programm mit Gesamtübertragung verlagert, 1991 schloss der AKV einen Fünfjahresvertrag mit dem Sender RTL mit dreistündiger Liveübertragung, vorzeitig wechselte der Verein zum WDR und es erfolgte die aufgezeichnete Ausstrahlung in der ARD seit 1995. Die Vorstellung avancierte zur Karnevalsshow mit nicht permanent auf der Bühne präsentem Elferrat.
Der Orden wurde besonders durch die Fernsehübertragungen der ordensverleihenden Sitzungen bundesweit bekannt. Internationale Aufmerksamkeit entstand durch die Vergabe des ungewöhnlichen Ordens auch an international bekannte Persönlichkeiten.
Nach der Schließung des Neuen Kurhauses 1975 und der Nutzung durch die Spielbank Aachen seit 2. Juli 1976 erfolgte die Verleihung im Krönungssaal des Aachener Rathauses und seit 1979 im Europa-Saal des Eurogress.
Mit Gertrud Höhler wurde 1988 erstmals eine Ritterin geschlagen. Als erster Aachener erhielt 2020 Armin Laschet die Ritterwürde.
Infolge der COVID-19-Pandemie fand 2021 keine Ordensverleihung statt. Stattdessen wurde der für dieses Jahr vorgesehene Preisträgerin Iris Berben der Orden für 2022 verliehen. Da die Pandemie 2022 fortbestand, konnte dieser Orden nicht im Rahmen einer Festsitzung verliehen werden, sondern nur in einer TV-Sendung, die über drei Tage vor 80 Zuschauern aufgezeichnet und am 14. Februar 2022 ausgestrahlt wurde.

## Kritik
Am 3. Februar 2007 erhielt Joachim Hunold, Chef der Fluggesellschaft Air Berlin, die Auszeichnung als Anerkennung dafür, „dass es auch heute noch Männer gibt, die den Mut haben, ein Typ zu sein“. Die Verleihung blieb nicht ohne Konflikte, da der Vorwurf der Schleichwerbung im Raume stand. Hunold und andere hatten mehrfach den Namen des Unternehmens genannt und dessen Leistungen propagiert. Da auch die Reden anderer Politiker, besonders Rainer Brüderles, als langweilig empfunden wurden, überlegte der WDR, die Sitzung künftig nur noch im WDR Fernsehen auszustrahlen. Der Hauptsponsor Zentis zog daraufhin seine Unterstützung vorübergehend für das Jahr 2007 zurück.
Schließlich einigte sich der WDR mit dem AKV, dass im ersten Programm eine gekürzte Aufzeichnung und bei der Wiederholung im Dritten Programm eine längere, wenn auch gekürzte Fassung gezeigt wird.

## Liste der Ordensritter
Seit 1950 wurden folgende Personen zu „Ordensrittern“ mit folgenden Begründungen geschlagen:
Legende: † Verleihung an Ordensträger erfolgte postum
| Jahr | Preisträger                                      | Beruf                                                  | Bemerkung |
| ---- | ------------------------------------------------ | ------------------------------------------------------ | --- |
| 1950 | J. A. Dugdale                                    | Staatsanwalt                                           | Gewährte einem Delinquenten während der Karnevalszeit Urlaub, weil er ihm es nicht zumuten wollte, „die höchsten Feiertage im Rheinland“ hinter Gittern zu verbringen. |
| 1951 | –                                                | –                                                      | Die Ordenvergabe an J. A. Dugdale 1950 war der erste AKV-Jahresorden an einen Engländer und ursprünglich als einmalige Aktion gedacht gewesen. |
| 1952 | Jules von Jouanne                                | Regierungsrat                                          | Ließ vor versammelten Gästen in Mölln anstelle eines Festmahls einfachen Eintopf auftischen: „Schleswig-Holstein ist arm.“ Von nun an wollte der AKV künftig regelmäßig solche fröhlichen Taten auszeichnen. |
| 1953 | Hans Sachs                                       | Staatsanwalt                                           | Beantwortete als Oberstaatsanwalt in Nürnberg eine ihm zugesandte Schmähschrift in Knittelversen im Stile seines Namensvetters Hans Sachs. |
| 1954 | Leo M. Goodman                                   | Richter                                                | Entschärfte ein Urteil gegen eine Deutsche und einen Italiener, die sich wegen einer Portion Ravioli mit einem Amerikaner geprügelt hatten, auf „kabarettistische“ Art. |
| 1955 | August Dresbach (CDU)                            | Bundestagsabgeordneter                                 | Gelang es laut Protokoll in einer Bundestagsrede 46-mal „Heiterkeit“ oder sogar „stürmische Heiterkeit“ hervorzurufen. |
| 1956 | Willem Baron Michiels van Kessenich              | Bürgermeister                                          | Stoppte auf „humorvolle“ Art den Kriegsminister, der einen Fußballplatz beschlagnahmen wollte. |
| 1957 | Max Becker (FDP)                                 | Bundestagsvizepräsident                                | Zur Auswahl Bonns als westdeutsche Hauptstadt: „Bonn ist die Oase, in der die Regierungskarawane vorübergehend lagert auf ihrem Weg zum endgültigen Ziel Berlin.“ |
| 1958 | Carlo Schmid (SPD)                               | Bundestagsvizepräsident                                | Der Bundestagsvizepräsident wurde als einer der „geistreichsten und schlagfertigsten“ Redner ausgezeichnet. |
| 1959 | Konrad Adenauer (CDU)                            | Bundeskanzler                                          | Für sein Talent, komplizierte Sachverhalte einfach darzustellen. |
| 1960 | Rudolf Eberhard (CSU)                            | bayerischer Finanzminister                             | Für seine „unbürokratische und unorthodoxe“ Steuerpolitik. Sein Knappe war Rudolf Birkl. |
| 1961 | Bruno Kreisky (SPÖ)                              | österr. Außenminister                                  | Ging im Spaß mit brillant-witziger Diplomatie auf den Wunsch der seit dem Frieden von Pressburg bayerischen Stadt Burgau ein, wieder österreichisch zu werden. |
| 1962 | Rochus Spiecker                                  | Geistlicher                                            | Für seine „streitbare, humorvolle“ Art. |
| 1963 | Henry Chauchoy                                   | Professor                                              | Als treuer Mitarbeiter bei der Mainzer Bütt. |
| 1964 | Ewald Bucher (FDP/DVP, später CDU)               | Bundesjustizminister                                   | Wegen seiner Politglossen „Blaue Briefe der Bundesregierung“. |
| 1965 | Paul Mikat (CDU)                                 | Kultusminister Nordrhein-Westfalens                    | Für seine hemdsärmelige Art, vermeintliche Persönlichkeiten auf Normalmaß zurückzustutzen. |
| 1966 | Pietro Quaroni                                   | ehem. italienischer Botschafter, Präsident der Rai     | Spitzname: „lachender Diplomat“. |
| 1967 | Karl-Günther von Hase                            | Leiter d. Bundespresseamts                             | Für „Schlagfertigkeit und Ironie“ als oberster Pressesprecher. |
| 1968 | Per Hækkerup (S, dän. für Die Sozialdemokraten)  | dän. Haushaltsminister und ehem. Außenminister         | Ließ sich wegen seiner Leibesfülle mit Käse aufwiegen. |
| 1969 | Hermann Höcherl (CSU)                            | Bundeslandwirtschaftsminister                          | Für seine spöttisch-humorvolle Art. |
| 1970 | Denis W. Healey (Labour Party)                   | brit. Verteidigungsminister, späterer Schatzkanzler    | Für große Bonmots an diplomatischer Gewandtheit. |
| 1971 | Josef Ertl (FDP) Franz Xaver Unertl (CSU) †      | Politiker                                              | Trotz verschiedener Parteizugehörigkeit schlagfertiges bayerisches Rednerpaar. |
| 1972 | Helmut Schmidt (SPD)                             | Bundesverteidigungsminister                            | Als Verteidigungsminister erlaubte er den Soldaten die damals modische Haarlänge. |
| 1973 | Lance Pope                                       | ehem. brit. Botschaftsrat in Bonn                      | Konnte als Brite platteln und jodeln wie waschechte Bayern. |
| 1974 | Walter Scheel (FDP)                              | Bundesaußenminister und Vizekanzler                    | Für „rheinisch-fröhliche“ Offenheit. |
| 1975 | Willfried Gredler                                | österr. Botschafter in Bonn                            | Komponierte diplomatische Sonaten. |
| 1976 | Constantin Freiherr Heereman von Zuydtwyck (CDU) | Präsident des Deutschen Bauernverbandes                | Konnte handfeste wirtschaftliche Interessen mit Humor vertreten. |
| 1977 | Raymond Broger (CVP)                             | Landammann von Appenzell und Abgeordneter im Ständerat | Seine Reden gegen die Bürokratie im Ständerat wurden „mit (anerkennenden) Lachsalven“ quittiert. |
| 1978 | Ephraim Kishon                                   | Humorist, Schriftsteller                               | Beleuchtete satirisch den Kampf gegen die (meist israelische) Bürokratie. Kishon gab 2002 den Orden zurück, da er nicht mehr den gleichen Orden wie Norbert Blüm tragen wollte, dem er antisemitische Äußerungen vorwarf. |
| 1979 | Hans-Dietrich Genscher (FDP)                     | Bundesaußenminister                                    | Als Dienstherr des (fiktiven) Ministerialdirigenten Edmund Dräcker. |
| 1980 | Richard Stücklen (CSU)                           | Bundestagspräsident                                    | Zitat: „Humor ist der Mutterboden der Demokratie.“ |
| 1981 | Heinz Werner Ketzer                              | Kölner Dompropst                                       | Galt als „kirchlich-ernster“, aber auch „rheinisch-fröhlicher“ Kirchenmann. |
| 1982 | Manfred Rommel (CDU)                             | Oberbürgermeister                                      | Der Stuttgarter Oberbürgermeister verband die „schwäbische Mentalität mit hintergründigem Humor“. |
| 1983 | Bernhard Vogel (CDU)                             | Ministerpräsident von Rheinland-Pfalz                  | Gab in seinem „Vogelhaus“ (seiner Staatskanzlei) „närrische Vogelschauen für gefiederte Freunde aller Farbschattierungen“. |
| 1984 | Friedrich Nowottny                               | Journalist                                             | Teilte seine Interviewpartner in zwei Gruppen ein: Austern – schwer zu knacken aber ertragreich – und Heiße-Luft-Produzenten. |
| 1985 | Norbert Blüm (CDU)                               | Bundesarbeitsminister                                  | Für seine „eigenwillige, aber farbige“ Art. |
| 1986 | Johannes Rau (SPD)                               | Ministerpräsident von Nordrhein-Westfalen              | Als „bibelfester, (selbst)ironischer“ Politiker. |
| 1987 | August Everding                                  | bayerischer Generalintendant                           | „Verband Kunst und Kommerz, Managertum, Pädagogik und Glauben in all seinen Widersprüchen in sich.“ |
| 1988 | Gertrud Höhler (CDU)                             | Professorin                                            | Motto: „Wissen kann man nur vermitteln, wenn man unterhält.“ |
| 1989 | Franz Josef Strauß (CSU) †                       | Ministerpräsident von Bayern                           | Für seine Kombination aus intellektueller Schärfe und rauflustiger Kumpelhaftigkeit bekannt. Zuerkennung zu Lebzeiten, Verleihung postum. |
| 1990 | Lothar Späth (CDU)                               | Ministerpräsident von Baden-Württemberg                | Für seine „pfiffige“ Einführung des Transrapid. |
| 1991 | –                                                | –                                                      | 1991 fiel der närrische Staatsakt wegen des Zweiten Golfkrieges aus. |
| 1992 | Jack Lang (PS)                                   | Professor, französischer Bildungs- und Kulturminister  | „Paradiesvogel“ im Pariser Kabinett. |
| 1993 | Ruud Lubbers (CDA)                               | Niederländischer Ministerpräsident                     | Im Maastrichter Karneval trat er als er selbst auf: „Damit mich keiner erkennt, muss ich so aussehen wie ich selbst.“ |
| 1994 | Renate Schmidt (SPD)                             | Vizepräsidentin d. Deutschen Bundestages               | Wegen ihres „Mutes zur Menschlichkeit“. |
| 1995 | Heiner Geißler (CDU)                             | ehem. CDU-Generalsekretär                              | Zitat: „Narren sind die wahren Humanisten. Sie lieben die Menschen, und nur deshalb dürfen sie ihnen auch weh tun.“ |
| 1996 | Bernard Henrichs                                 | Kölner Dompropst                                       | Leistete Fürbitte im Hohen Dom für einen stadtbekannten „Sünder aus dem Milieu“ zum Dank für dessen Hilfe bei der Wiederbeschaffung eines gestohlenen Domschatz-Kreuzes. |
| 1997 | Theodor Waigel (CSU)                             | Bundesfinanzminister                                   | Wegen seiner Schlagfertigkeit zu Zeiten komplizierter Steuer- und Sparmaßnahmen. |
| 1998 | Heide Simonis (SPD)                              | Ministerpräsidentin von Schleswig-Holstein             | Wegen ihrer „scharfsinnigen, unkonventionellen und herzlichen“ Art. |
| 1999 | John Kornblum                                    | Botschafter der USA in Deutschland                     | Beleuchtete satirisch-treffend Deutschland aus Sicht der Vereinigten Staaten. |
| 2000 | Edmund Stoiber (CSU)                             | Ministerpräsident u. CSU-Vorsitzender                  | Wegen seiner bayerisch-jovialen Art und seiner unfreiwillig-komischen Wortverdreher. |
| 2001 | Guido Westerwelle (FDP)                          | Bundesvorsitzender d. FDP                              | Für seine Schlagfertigkeit. |
| 2002 | Thomas Borer-Fielding                            | Botschafter der Schweiz in Deutschland                 | Wegen seiner humorvollen Beiträge zum deutsch-schweizerischen Verhältnis. |
| 2003 | Wendelin Wiedeking                               | Porsche-Chef                                           | Für die Verbindung aus wirtschaftlicher Kompetenz und Menschlichkeit. |
| 2004 | Henning Scherf (SPD)                             | Präsident des Senats (Bürgermeister) von Bremen        | Hielt in einer politisch schweren Zeit das SPD-Bundesland Bremen mit seiner „offenen, herzlichen Art“. |
| 2005 | Karl Kardinal Lehmann                            | Bischof von Mainz                                      | Motto: „Ich möchte meinen Weg gehen, ob gelegen oder ungelegen.“ |
| 2006 | Friedrich Merz (CDU)                             | stellv. CDU-Fraktionsvorsitzender                      | Für seinen Kampf gegen die deutsche Steuerbürokratie. Die Rede von Merz zur Verleihung des Preises erregte größeres Aufsehen, als sich später herausstellte, dass Merz diese zum Teil aus einem fiktiven Spiegel-Gespräch aus dem Jahr 2009 mit einem Bundeskanzler namens Heinrich von Pierer abgeschrieben hatte. |
| 2007 | Joachim Hunold                                   | Vorstandsvorsitzender der Fluggesellschaft Air Berlin  | Zitat: „Wenn man etwas falsch gemacht hat, es aber nicht mehr ändern kann, dann kann man darüber nur noch herzhaft lachen. Allerdings: Dasselbe darf nicht noch einmal passieren.“ Seine Wahl wurde mit einem Vorwurf der Schleichwerbung kritisiert. |
| 2008 | Gloria von Thurn und Taxis                       | Unternehmerin                                          | Für ihren „mütterlich warmen“, karitativen Einsatz. |
| 2009 | Mario Adorf                                      | Schauspieler                                           | „Mit Mario Adorf [ist] eine Persönlichkeit der Kultur auszuzeichnen, welche mit feinsinnigem Humor und schlagfertigem Witz ausgestattet ist, wobei er ganz viel ‚menschelt‘.“ |
| 2010 | Jürgen Rüttgers (CDU)                            | Ministerpräsident von Nordrhein-Westfalen              | „Nah bei den Bürgern sein, ist ihm wichtig. Dabei ist es ganz gleich, ob er in Kalifornien bei Gouverneur Arnold Schwarzenegger über Drehorte für Hollywood in Nordrhein-Westfalen verhandelt oder aber in Bochum mit den Opel-Arbeitern für den Erhalt ihrer Arbeitsplätze kämpft. Dieser Mann ist geerdet!“ |
| 2011 | Karl-Theodor zu Guttenberg (CSU)                 | Bundesverteidigungsminister                            | Mit Tatendrang und Tacheles bringe er Politikerkollegen ins Schwitzen und Bürger zu Begeisterungsstürmen. Sich selber nehme er erfrischend wenig wichtig. Zitat Guttenberg: „Wenn einem das Wasser bis zum Halse steht, ist es außerordentlich ungesund, den Kopf hängen zu lassen.“ Ließ sich von seinem Bruder Ritterknappe Philipp zu Guttenberg vertreten, der 2012 zum Ehrenmitglied des AKV ernannt wurde und 2015 selbst in die Ritterrunde aufgenommen wurde. |
| 2012 | Ottfried Fischer                                 | Schauspieler und Kabarettist                           | „Pfundig, bayerisch gut: Ein Ritter von Format.“ |
| 2013 | Cem Özdemir (B’90/Grüne)                         | Bundesvorsitzender der Grünen                          | „Ein vegetarisches Krokodil.“ |
| 2014 | Christian Lindner (FDP)                          | Bundesvorsitzender der FDP                             | Lindner sei „politisches Naturtalent“ und ausgestattet mit einem besonderen Humor – „trocken und hintergründig, aber auch manchmal derb und immer herzlich“. |
| 2015 | Annegret Kramp-Karrenbauer (CDU)                 | Ministerpräsidentin des Saarlandes                     | Für Kramp-Karrenbauers „uneitlen, geradlinigen, heiteren und humorvollen Stil in der Politik und in der Bütt“. |
| 2015 | Philipp Franz zu Guttenberg                      | Bruder von Karl-Theodor zu Guttenberg                  | Wurde für seine Treue und die hervorragende Vertretung seines Bruders Karl Theodor zu Guttenberg geehrt. |
| 2016 | Markus Söder (CSU)                               | Bayerischer Finanzminister                             | Nicht für sein Talent zur unfreiwilligen Komik, sondern unter anderem für sein Faible für verrückte Kostümierungen. |
| 2017 | Gregor Gysi (Die Linke)                          | Politiker der Linken                                   | Gysi schaffe es wie kaum ein anderer Politiker in Deutschland, die Menschen für politische Debatten zu faszinieren. |
| 2018 | Winfried Kretschmann (Die Grünen)                | Ministerpräsident von Baden-Württemberg                | Kretschmann sei ein „überzeugter Narr und überzeugender Landesvater“ mit humanistischem Politikverständnis und feinsinnigem Humor. |
| 2019 | Julia Klöckner (CDU)                             | Bundesministerin für Ernährung und Landwirtschaft      | Aufgrund ihrer Treue zur rheinland-pfälzischen Fastnacht; daher zeigt sie im Amt Humor und Menschlichkeit. |
| 2020 | Armin Laschet (CDU)                              | Ministerpräsident des Landes Nordrhein-Westfalen       | Aufgrund seines feinsinnigen, tiefgründigen und rheinischen Humors mit Fähigkeit zur Selbstironie; damit setzt er sich in der Politik für Verständigung ein. Laschet war der erste Aachener, der den Orden erhielt. |
| 2021 | –                                                | –                                                      | Verleihung wurde wegen der COVID-19-Pandemie auf 2022 verschoben. |
| 2022 | Iris Berben                                      | Schauspielerin                                         | Als gesellschaftspolitisch stark engagierte Persönlichkeit, die mit Sympathie, Humor und Geradlinigkeit die Herzen der Menschen gewinnt und als Mahnerin gegen Rassismus und Fremdenfeindlichkeit ein Vorbild ist. |
| 2023 | Annalena Baerbock (B’90/Die Grünen)              | Bundesministerin des Auswärtigen                       | Für ihre Standhaftigkeit, ihren Humor auf dem diplomatischen Parkett und ihren Kampf für Hoffnung und Frieden. |
| 2024 | Daniel Günther (CDU)                             | Ministerpräsident des Landes Schleswig-Holstein        | Für seine Tätigkeit als engagierter und pragmatischer Landesvater, der die Menschen mit Authentizität, Zugewandtheit und Humor überzeugt. |
| 2025 | Lars Klingbeil (SPD)                             | einer der beiden Parteivorsitzenden der SPD            | Er verstehe Politik als Service an den Menschen. Um seine Argumente zu vertreten, setze er auf Feinfühligkeit, aber auch auf die Mittel des Humors. |